# D. H. Lawrence
David Herbert Lawrence ou D. H. Lawrence (Nottingham, 11 de setembro de 1885 – Vence, 2 de março de 1930) foi um escritor inglês, cuja carreira abrangeu vários gêneros, incluindo romance, poesia, teatro e crítica literária. Suas obras modernistas exploraram a modernidade, a alienação social e a industrialização, ao mesmo tempo em que exaltavam a sexualidade e a vitalidade. Entre seus romances mais controversos estão The Rainbow (O arco-íris), Women in Love (Mulheres Apaixonadas) e Lady Chatterley's Lover (O Amante de Lady Chatterley), que enfrentaram processos de censura devido às suas representações audaciosas da sexualidade e uso de linguagem explícita. Além de escritor, também era pintor.  
Durante sua vida, Lawrence enfrentou uma reputação controversa e foi muitas vezes mal interpretado e perseguido. Esse ambiente adverso levou-o a viver em um exílio voluntário, descrito por ele como uma "peregrinação selvagem". Na época de sua morte, sua obra era vista por alguns como de gosto duvidoso ou pornográfica. No entanto, críticos como E. M. Forster o consideraram um dos maiores romancistas imaginativos de sua geração. Os filósofos Gilles Deleuze e Félix Guattari encontraram na crítica que Lawrence faz de Sigmund Freud — apesar da inconsistência dos escritos filosóficos do escritor — um importante precursor de relatos antiedipianos do inconsciente.

## Vida e morte

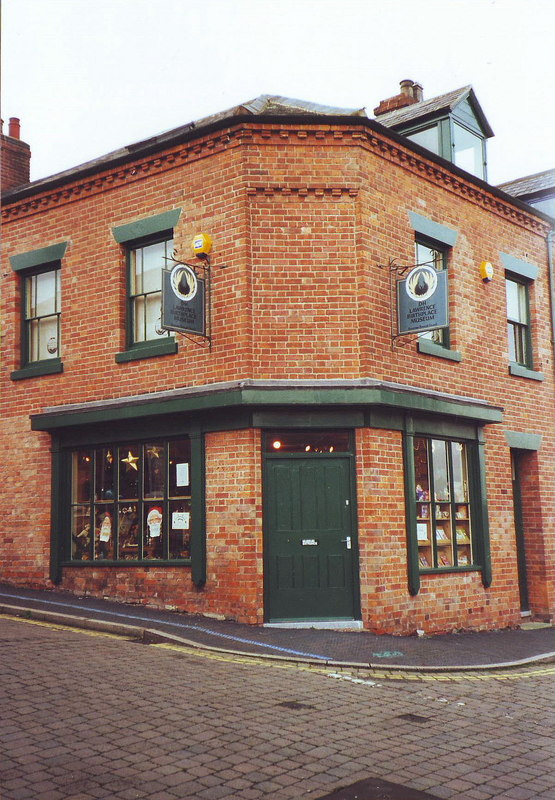
D. H. Lawrence Birthplace Museum em Eastwood, Nottinghamshire

Lawrence nasceu em Eastwood, Nottinghamshire, filho de um mineiro pouco letrado e de uma ex-professora que teve que trabalhar em uma fábrica de rendas devido às dificuldades financeiras da família. A sua infância e o ambiente de classe trabalhadora influenciaram fortemente seus escritos. Ele frequentou a Beauvale Board School e ganhou uma bolsa para Nottingham High School, mas sua carreira inicial como funcionário em uma fábrica foi interrompida por uma pneumonia grave. Durante sua convalescência, desenvolveu uma amizade com Jessie Chambers, que inspirou personagens em sua obra.

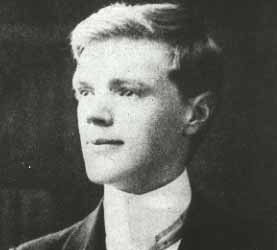
Lawrence aos 21 anos em 1906.

Nos anos seguintes, Lawrence trabalhou como professor e escreveu seus primeiros poemas e contos. Em 1907, ganhou um concurso de contos, o que marcou o início do reconhecimento mais amplo de seu talento literário. Após deixar a escola, Lawrence tornou-se professor e obteve um certificado de ensino da Universidade de Nottingham em 1908. Durante esse período, ele trabalhou em seus primeiros romances, incluindo The White Peacock.
Em 1908, Lawrence se mudou para Londres e continuou a escrever enquanto ensinava. O apoio de Jessie Chambers e sua apresentação dos trabalhos de Lawrence a Ford Madox Ford ajudaram a iniciar sua carreira literária profissional.
A morte de sua mãe em 1910 foi um evento marcante em sua vida, que ele descreveu como seu "ano doente". Esta perda teve um impacto profundo em sua obra, incluindo o romance Sons and Lovers, que explora a complexa relação entre mãe e filho.
Em 1911, Lawrence conheceu Edward Garnett, um leitor de editoras que se tornou seu mentor e amigo, e foi a partir de sua orientação que Lawrence revisou e publicou Sons and Lovers. Durante este período, ele também foi inspirado por diários íntimos de uma colega de ensino, que ajudaram a formar a base de seu segundo romance, The Trespasser.

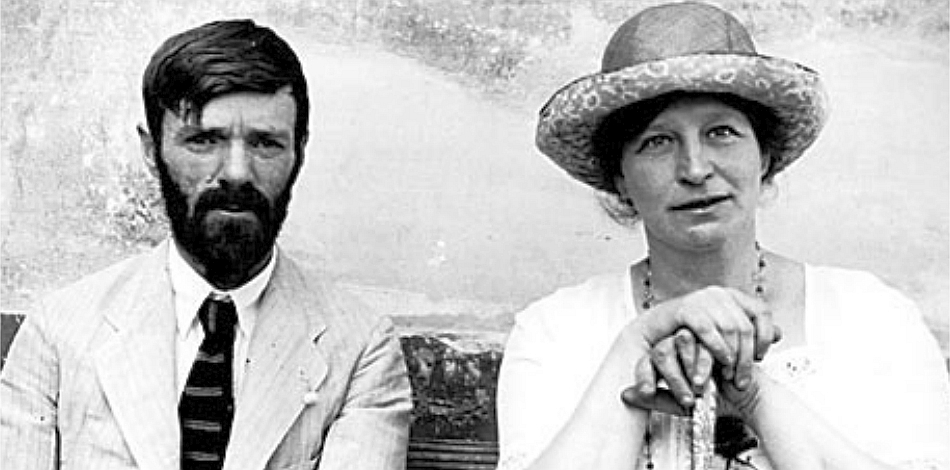
D. H. Lawrence e Frieda em 1914

A partir de 1912, Lawrence abandonou o ensino para se dedicar à escrita em tempo integral. Conheceu Frieda Weekley, com quem fugiu para a Alemanha e depois para a Itália. Esta relação foi um ponto importante em sua vida pessoal e profissional.
 

Em seus anos na Itália, escreveu importantes romances como The Rainbow (O arco-íris) e Women in Love (Mulheres Apaixonadas), ambos controversos por suas representações da sexualidade e questões sociais. Enquanto trabalhava em Women in Love em Cornwall durante 1916–17, Lawrence desenvolveu um forte relacionamento com um fazendeiro cornish chamado William Henry Hocking, que alguns estudiosos acreditam ter sido possivelmente romântico, especialmente considerando a fascinação de Lawrence pelo tema da homossexualidade em Women in Love. Embora Lawrence nunca tenha deixado claro que seu relacionamento foi sexual, Frieda afirmou que eram. Em uma carta escrita em 1913, ele escreve: "Eu gostaria de saber por que quase todo homem que se aproxima da grandeza tende à homossexualidade, quer ele admita ou não...." Ele também é citado dizendo: "Eu acredito que o mais próximo que cheguei do amor perfeito foi com um jovem mineiro quando eu tinha cerca de 16 anos."

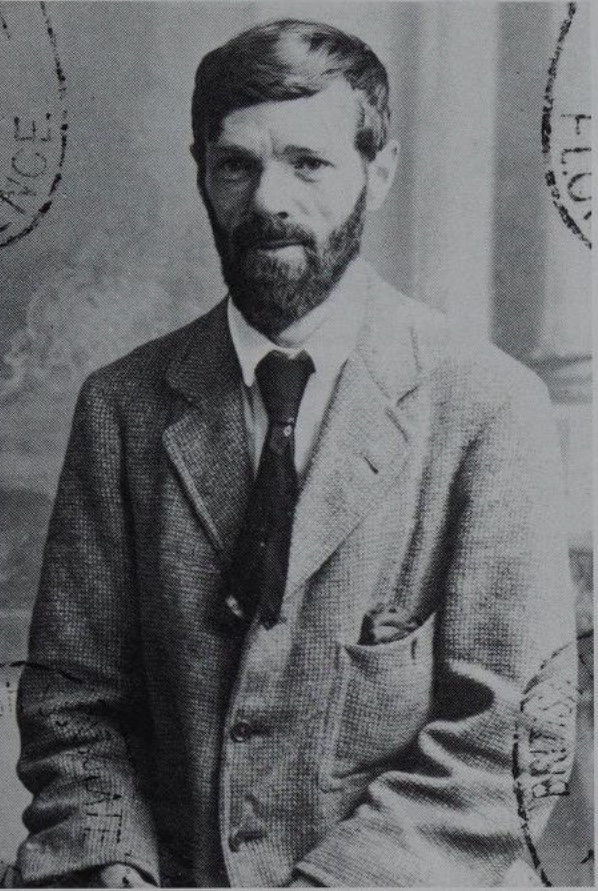
Fotografia de D H Lawrence em 1921.

Durante a Primeira Guerra Mundial, Lawrence e Frieda enfrentaram suspeitas e dificuldades financeiras devido à sua herança alemã e ao desprezo de Lawrence pelo militarismo. A censura e a acusação de espionagem foram experiências difíceis que influenciaram a publicação de suas obras, como Women in Love, que só foi publicada em 1920.
Após a guerra, Lawrence começou o que chamou de sua "peregrinação selvagem", um período de exílio voluntário que o levou a vários países, incluindo Austrália, Estados Unidos e México. Durante esse período, escreveu muitos de seus livros de viagens e continuou a explorar temas relacionados à natureza e à cultura.
Em 1925, sua saúde deteriorou e ele foi forçado a retornar à Europa. Estabeleceu-se na Itália, onde escreveu The Virgin and the Gipsy e revisou Lady Chatterley's Lover. Lawrence continuou a escrever apesar de sua saúde em declínio. Em seus últimos meses, ele escreveu numerosos poemas, resenhas e ensaios, além de uma robusta defesa de seu último romance contra aqueles que tentaram suprimi-lo. Seu último trabalho significativo foi uma reflexão sobre o Book of Revelation (Apocalypse).
Após ser dispensado de um sanatório, ele morreu em 2 de março de 1930 na Villa Robermond em Vence, França, devido a complicações de tuberculose. Frieda encomendou uma elaborada lápide para seu túmulo com um mosaico de seu emblema adotado do fênix.
Após a morte de Lawrence, Frieda viveu com o amigo do casal Angelo Ravagli em seu rancho em Taos e eventualmente casou-se com ele em 1950. Em 1935, Ravagli organizou, em nome de Frieda, a exumação e cremação do corpo de Lawrence. No entanto, ao embarcar no navio, ele descobriu que teria que pagar impostos sobre as cinzas, então, em vez disso, espalhou-as no Mediterrâneo, um local de descanso mais preferível, em sua opinião, do que um bloco de concreto em uma capela. As cinzas trazidas de volta eram poeira e terra e permanecem enterradas no rancho de Taos em uma pequena capela no meio das montanhas de New Mexico.

## Filosofia e políticas
Apesar de frequentemente escrever sobre questões políticas, espirituais e filosóficas, Lawrence era essencialmente contrário por natureza e odiava ser enquadrado. Críticos como Terry Eagleton argumentam que Lawrence era direitista devido à sua atitude morna em relação à democracia, que ele insinuava tenderia à nivelamento da sociedade e à subordinação do indivíduo às sensibilidades do "homem médio".
Em suas cartas para Bertrand Russell por volta de 1915, Lawrence expressou sua oposição ao sufrágio para a classe trabalhadora e sua hostilidade aos emergentes movimentos trabalhistas, e menosprezou a Revolução Francesa, referindo-se a "Liberdade, Igualdade e Fraternidade" como a "serpente de três cabeças". Em vez de uma república, Lawrence clamava por um ditador absoluto e uma dictatrix equivalente para governar sobre os povos inferiores.
Em 1953, relembrando seu relacionamento com Lawrence na Primeira Guerra Mundial, Russell caracterizou Lawrence como um "fascista proto-alemão", dizendo: "Eu era um firme crente na democracia, enquanto ele havia desenvolvido toda a filosofia do fascismo antes mesmo dos políticos terem pensado nela."  Russell considerava Lawrence uma força positiva para o mal.
No entanto, em 1924, Lawrence escreveu um epílogo para Movements in European History (um livro didático que ele escreveu, publicado originalmente em 1921) no qual denunciava o fascismo e o socialismo ao estilo soviético como opressivos e “uma mera adoração da Força”. Além disso, declarou: “Acredito que uma boa forma de socialismo, se pudesse ser realizada, seria a melhor forma de governo.”
No final da década de 1920, ele disse à sua irmã que votaria no Partido Trabalhista se estivesse vivendo de volta na Inglaterra. Em geral, entretanto, Lawrence não gostava de qualquer tipo de agrupamento organizado, e em seu ensaio Democracy, escrito no final dos anos vinte, ele argumentou por um novo tipo de democracia em que
cada homem deve ser espontaneamente ele mesmo – cada homem ele mesmo, cada mulher ela mesma, sem qualquer questão de igualdade ou desigualdade entrando em jogo; e que nenhum homem deve tentar determinar o ser de qualquer outro homem ou de qualquer outra mulher.
Lawrence tinha visões aparentemente contraditórias sobre o feminismo. As evidências de seus trabalhos escritos, particularmente seus romances mais antigos, indicam um compromisso em representar as mulheres como fortes, independentes e complexas; ele produziu grandes obras nas quais personagens femininas jovens e autônomas eram centrais.  Em sua juventude, ele apoiou a extensão do voto às mulheres e escreveu uma vez: “Todas as mulheres em suas naturezas são como gigantes. Elas irão romper tudo e seguir com suas próprias vidas.”
No entanto, alguns críticos feministas, notavelmente Kate Millett, criticaram, de fato ridicularizaram, a política de gênero de Lawrence, Millett alegando que ele usa suas personagens femininas como porta-vozes para promover seu credo de supremacia masculina e que sua história The Woman Who Rode Away mostrou Lawrence como um sádico pornográfico com sua representação de “sacrifício humano realizado sobre a mulher para a maior glória e potência do homem.” Brenda Maddox destaca ainda mais esta história e duas outras escritas na mesma época, St. Mawr e The Princess, como “obras-primas da misoginia.”
Apesar da inconsistência e às vezes da obscuridade de seus escritos filosóficos, Lawrence continua a encontrar um público, e a publicação de uma nova edição acadêmica de suas cartas e escritos demonstrou a amplitude de seu alcance. Filósofos como Gilles Deleuze e Félix Guattari encontraram na crítica de Lawrence a Sigmund Freud um importante precursor das análises anti-edipianas do inconsciente que têm sido muito influentes.

## Obras

### Romances

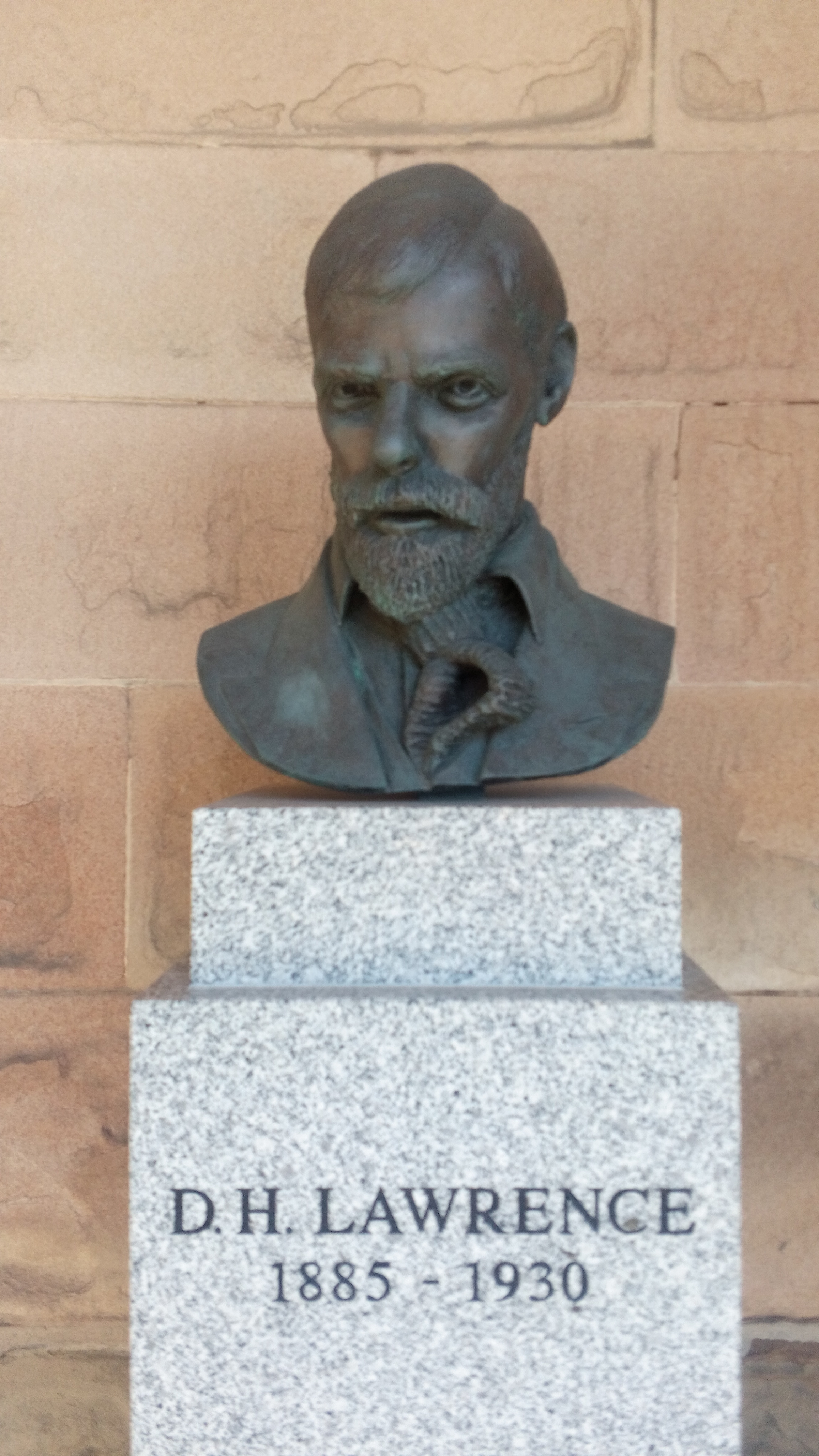
Estátua de D. H. Lawrence, localizada no Castelo de Nottingham, na Inglaterra.

- O pavão branco - no original The White Peacock (1911)
- The Trespasser (1912)
- Filhos e Amantes (livro) (1913)
- Mulheres apaixonadas - no original Women in Love (1920)
- História duma rapariga - no original The Lost Girl (1920)
- A vara de Aarão - no original Aaron's Rod (1922)
- Canguru - no original Kangaroo (1923)
- The Boy in the Bush (1940)
- A serpente emplumada - no original The Plumed Serpent (1926)
- O amante de Lady Chatterley - no original Lady Chatterley's Lover (1928)
- The Escaped Cock (1929) (publicado posteriormente como The Man Who Died)
- The Virgin and the Gypsy (1930)
- O arco-íris - no original The Rainbow (1915)

### Contos
- The Prussian Officer and Other Stories (1914)
- England, My England and Other Stories (1922)
- O raposo - no original The Fox, The Captain's Doll, The Ladybird (1923)
- St. Mawr e outros contos - no original St Mawr and other stories (1925)
- The Woman who Rode Away and other stories (1928)
- A virgem e o cigano - no original The Virgin and the Gipsy and Other Stories (1930)
- Love Among the Haystacks and other stories (1930)
- Collected Stories (1994)

### Poesia
- Love Poems and others (1913)
- Amores (1916)
- Look! We have come through! (1917)
- New Poems (1918)
- Bay: a book of poems (1919)
- Tortoises (1921)
- Birds, Beasts and Flowers (1923)
- The Collected Poems of D H Lawrence (1928)
- Pansies (1929)
- Nettles (1930)
- Last Poems (1932)
- Fire and other poems (1940)
- The Complete Poems of D H Lawrence (1964), ed. Vivian de Sola Pinto e F. Warren Roberts

### Peças
- The Widowing of Mrs Holroyd (1914)
- Touch and Go (1920)
- David (1926)
- The Fight for Barbara (1933)
- A Collier's Friday Night (1934)
- The Married Man (1940)
- The Merry-go-round (1941)
- The Complete Plays of D H Lawrence (1965)
- The Plays, edited by Hans-Wilhelm Schwarze and John Worthen, Cambridge University Press, 1999, ISBN 0-521-24277-0

### Não-ficção
- Study of Thomas Hardy and other essays (1914)
- Movements in European History (1921)
- Psychoanalysis and the Unconscious and Fantasia of the Unconscious (1921/1922)
- Studies in Classic American Literature (1923)
- Reflections on the Death of a Porcupine and other essays (1925)
- A Propos of Lady Chatterley's Lover(1929)
- Apocalipse - no original Apocalypse and the writings on Revelation (1931)
- Phoenix: the posthumous papers of D H Lawrence (1936)
- Phoenix II: uncollected, unpublished and other prose works by D H Lawrence (1968)
- Introductions and Reviews, editado por N. H. Reeve and John Worthen, Cambridge University Press, 2004, ISBN 0-521-83584-4
- Late Essays and Articles, editado por James T. Boulton, Cambridge University Press, 2004, ISBN 0-521-58431-0

### Livros sobre viagens
- Twilight in Italy and Other Essays (1916), editado por Paul Eggert, Cambridge University Press, 1994, ISBN 0-521-26888-5
- Sea and Sardinia (1921), editado por Mara Kalnins, Cambridge University Press, 1997, ISBN 0-521-24275-4
- Mornings in Mexico (1927)
- Sketches of Etruscan Places and other Italian essays (1932), editado por Simonetta de Filippis, Cambridge University Press, 1992, ISBN 0-521-25253-9

### Trabalhos traduzidos por Lawrence
- Lev Isaakovich Shestov All Things are Possible (1920)
- Ivan Alekseyevich Bunin The Gentleman from San Francisco (1922), tr. com S. S. Koteliansky
- Giovanni Verga Maestro-Don Gesualdo (1923)
- Giovanni Verga Little Novels of Sicily (1925)
- Giovanni Verga Cavalleria Rusticana and other stories (1928)
- Antonio Francesco Grazzini The Story of Doctor Manente (1929)

### Manuscritos e rascunhos de romances publicados
- Paul Morel (1911-12), editado por Helen Baron, Cambridge University Press, 2003, ISBN 0-521-56009-8, an early manuscript version of Sons and Lovers
- The First Women in Love (1916-17) editado por John Worthen and Lindeth Vasey, Cambridge University Press, 1998, ISBN 0-521-37326-3
- Mr Noon (1920?) - Partes I e II, editado por Lindeth Vasey, Cambridge University Press, 1984, ISBN 0-521-25251-2
- The Symbolic Meaning: The Uncollected Versions of Studies in Classic American Literature, editado por Armin Arnold, Centaur Press, 1962
- Quetzalcoatl (1925), editado por Louis L Martz, W W Norton Edition, 1998, ISBN 0-8112-1385-4, Early draft of The Plumed Serpent
- The First and Second Lady Chatterley novels, editado por Dieter Mehl e Christa Jansohn, Cambridge University Press, 1999, ISBN 0-521-47116-8. These two books,The First Lady Chatterley e John Thomas and Lady Jane.

### Cartas
- The Letters of D. H. Lawrence, Volume I, September 1901 - May 1913, ed. James T. Boulton, Cambridge University Press, 1979, ISBN 0-521-22147-1
- The Letters of D. H. Lawrence, Volume II, June 1913 - October 1916, ed. George J. Zytaruk and James T. Boulton, Cambridge University Press, 1981, ISBN 0-521-23111-6
- The Letters of D. H. Lawrence, Volume III, October 1916 - June 1921, ed. James T. Boulton and Andrew Robertson, Cambridge University Press, 1984, ISBN 0-521-23112-4
- The Letters of D. H. Lawrence, Volume IV, June 1921 - March 1924 , ed. Warren Roberts, James T. Boulton and Elizabeth Mansfield, Cambridge University Press, 1987, ISBN 0-521-00695-3
- The Letters of D. H. Lawrence, Volume V, March 1924 - March 1927, ed. James T. Boulton and Lindeth Vasey, Cambridge University Press, 1989, ISBN 0-521-00696-1
- The Letters of D. H. Lawrence, Volume VI, March 1927 - November 1928 , ed. James T. Boulton and Margaret Boulton with Gerald M. Lacy, Cambridge University Press, 1991, ISBN 0-521-00698-8
- The Letters of D. H. Lawrence, Volume VII, November 1928 - February 1930, ed. Keith Sagar and James T. Boulton, Cambridge University Press, 1993, ISBN 0-521-00699-6
- The Letters of D. H. Lawrence, with index, Volume VIII, ed. James T. Boulton, Cambridge University Press, 2001, ISBN 0-521-23117-5
- The Selected Letters of D H Lawrence, Compiled and edited by James T. Boulton, Cambridge University Press, 1997, ISBN 0-521-40115-1